# Форрест (округ, Міссісіпі)
Шаблон:StateAbbr_ 31°11′ пн. ш. 89°16′ зх. д. / 31.19° пн. ш. 89.26° зх. д.
Округ  Форрест (англ. Forrest County) — округ (графство) у штаті Міссісіпі, США. Ідентифікатор округу 28035.

## Історія
Округ утворений 1908 року.

## Демографія
За даними перепису 
2000 року 
загальне населення округу становило 72604 осіб, зокрема міського населення було 48806, а сільського — 23798.
Серед мешканців округу чоловіків було 34254, а жінок — 38350. В окрузі було 27183 домогосподарства, 17305 родин, які мешкали в 29913 будинках.
Середній розмір родини становив 3,07.
Віковий розподіл населення поданий у таблиці:
| Стать    | До 15 років | 15-21 | 22-29 | 30-39 | 40-49 | 50-65 | 65-85 | Понад 85 |
| -------- | ----------- | ----- | ----- | ----- | ----- | ----- | ----- | -------- |
| Чоловіки | 7482        | 4969  | 5396  | 4696  | 4362  | 4307  | 2768  | 274      |
| Жінки    | 7319        | 6034  | 5440  | 4905  | 4636  | 4821  | 4328  | 867      |

## Суміжні округи
- Джонс — північний схід
- Перрі — схід
- Стоун — південь
- Перл-Рівер — південний захід
- Ламар — захід
- Ковінґтон — північний захід

## Виноски
1. ↑  U.S. Decennial Census. United States Census Bureau. Архів оригіналу за 26 квітня 2015. Процитовано 3 листопада 2014.
2. ↑  Historical Census Browser. University of Virginia Library. Архів оригіналу за 11 серпня 2012. Процитовано 3 листопада 2014.
3. ↑  Population of Counties by Decennial Census: 1900 to 1990. United States Census Bureau. Архів оригіналу за 28 грудня 2014. Процитовано 3 листопада 2014.
4. ↑  Census 2000 PHC-T-4. Ranking Tables for Counties: 1990 and 2000 (PDF). United States Census Bureau. Архів оригіналу (PDF) за 18 грудня 2014. Процитовано 3 листопада 2014.
5. ↑  State & County QuickFacts. United States Census Bureau. Архів оригіналу за 18 липня 2011. Процитовано 3 вересня 2013. [Архівовано 2011-07-18 у Wayback Machine.](англ.) Наведено за англійською вікіпедією.
6. ↑  American FactFinder. Бюро перепису населення США. Архів оригіналу за 26 лютого 2012. Процитовано 31 січня 2008. [Архівовано 2008-05-21 у Wayback Machine.]

| США | Це незавершена стаття з географії США. Ви можете допомогти проєкту, виправивши або дописавши її. |